# Stará plaská cesta

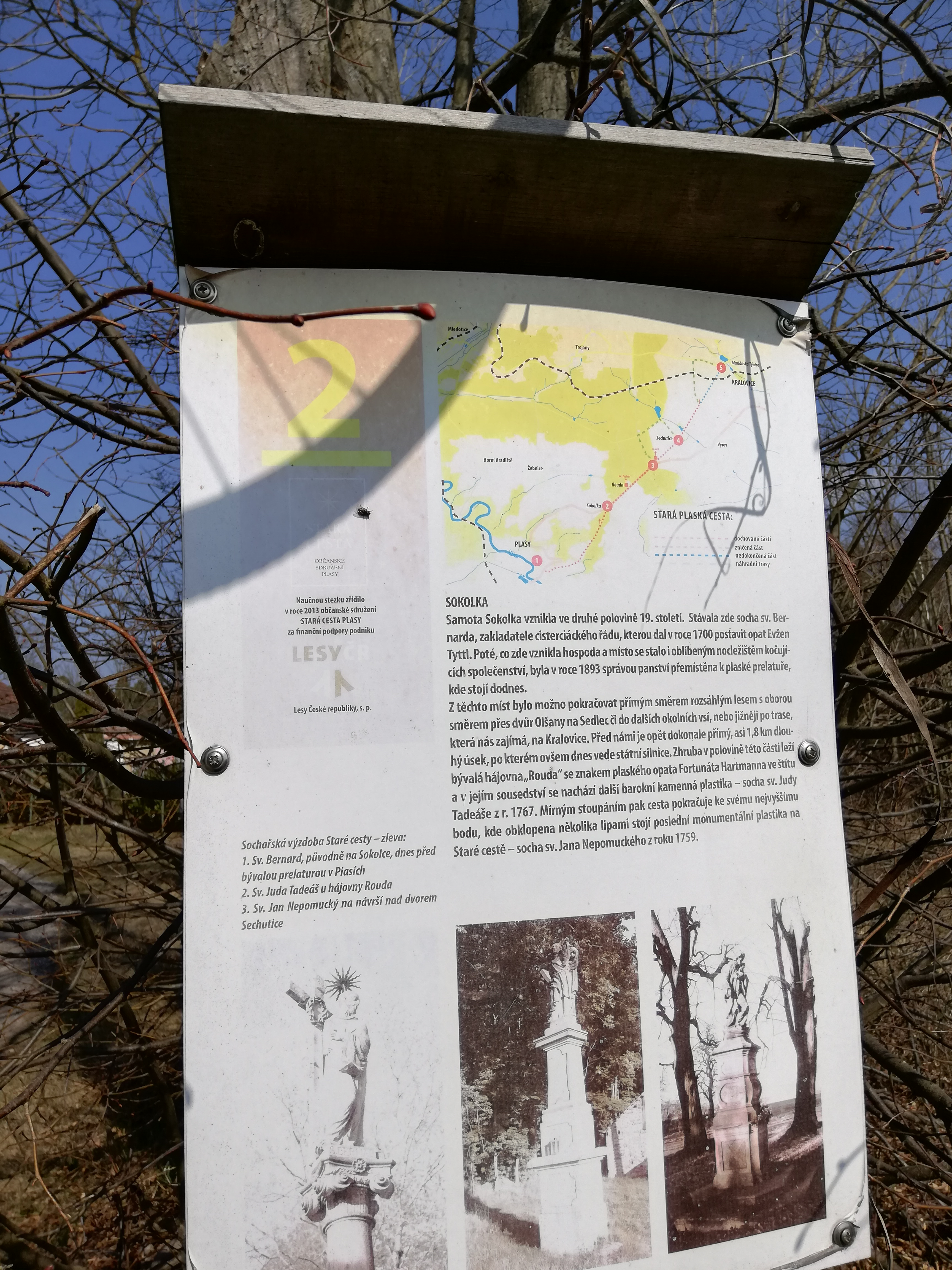
Informační tabule „Sokolka“ na staré plaské cestě

Tzv. stará plaská cesta byla historická cesta spojující několik významných budov na panství cisterciáckého kláštera v Plasích.
Barokní cesta vznikla v 1. polovině 18. století za opata Evžena Tytla jako součást rozsáhlého budování klášterního panství a vyjádření urbanistických vazeb. V členitém terénu v okolí Plas nešlo vybudovat striktně přímé pohledové vazby, přesto je cesta vroubená stromořadím jasným vyjádřením tehdejšího požadavku na vzhled krajiny v okolí panského sídla.

## Trasa
Stará cesta vycházela ze samotného opatství v Plasech, stoupala severovýchodním směrem vzhůru k samotě Sokolka, pokračovala k hájovně Rouda, odtud k soše sv. Jana Nepomuckého na návrší Svatý Jan nad Hadačkou, pokračovala k hospodářskému dvoru Sechutice, okolo rybníka Pivovárek k proboštství a poutnímu kostelu Mariánská Týnice a dále k hospodářskému dvoru Hubenov.
V současnosti je zachován úsek mezi Plasy a Sokolkou, po kterém prochází červená turistická trasa. V samotných Plasech se začátek cesty stal ulicí Stará cesta. Úsek od Sokolky přes Roudu až k sv. Janu Nepomuckému se stal základem pro dnes velmi frekventovanou silnici I/27 (ta má však zčásti ustoupit na plánovaný obchvat Plas). Úsek k Sechuticím a dále do Týnice byl ve 20. století rozorán a zcela zanikl v poli. Prozatím[kdy?] se podařilo obnovit jen závěrečnou část úseku vedoucího od Sechutic přes Zelený kříž do Mariánské Týnice.

## Obnova
Nadační fond Mariánská Týnice se snaží o postupnou obnovu tohoto významného krajinotvorného prvku.
Občanské sdružení Stará cesta Plasy s finanční podporou Lesů České republiky zřídilo v roce 2013 v trase cesty naučnou stezku Stará cesta.